# Michael Drayer
Michael Drayer (ur. 19 marca 1986 w Staten Island) – amerykański aktor telewizyjny i filmowy, występował w roli Cisco w Mr. Robot, jako Gabe w serialu Oszustwo i jako Eddie w Sneaky Pete. Występował w serialach: Rodzina Soprano (2007), Louie (2010), The Following (2013), Era Wodnika (2015), Vinyl (2016) i Poza czasem (2017) jako Harry Houdini, a także w dramacie muzycznym Cudowne dziecko (2007) i dramacie Darrena Aronofsky’ego Zapaśnik (2008).

## Filmografia
Filmy
| Rok  | tytuł                                     | Rola                           |
| ---- | ----------------------------------------- | ------------------------------ |
| 2007 | Cudowne dziecko (August Rush)             | Mannix                         |
| 2008 | Zapaśnik (The Wrestler)                   | kawaler w klubie ze striptizem |
| 2009 | Camp Victory (krótkometrażowy)            | Pete Pistol                    |
| 2010 | Treasure of The Black Jaguar              | Shlomo                         |
| 2010 | White Irish Drinkers                      | Dennis                         |
| 2012 | Sharkproof                                | Freddy Krebs                   |
| 2013 | Grandma’s Not a Toaster (krótkometrażowy) | Eddie                          |
| 2013 | Prawie święta (All Is Bright)             | Bobby                          |
| 2014 | Przeklęta dzielnica (God’s Pocket)        | Danny                          |
| 2014 | Zanim zniknę (Before I Disappear)         | Jordan                         |
| 2015 | Dar (The Gift, krótkometrażowy)           | Bud                            |
| 2015 | Condemned                                 | oficer Thomas                  |
| 2016 | Nerve                                     | oficer McMillan                |
| 2017 | Zniknięcie Sidneya Halla (Sidney Hall)    | Max                            |